# Gombe (Kinshasa)
Pour les articles homonymes, voir Gombe et Kallina.
La Gombe ou Gombe (prononcer [ɡɔmbe]), anciennement Kalina (d'après le lieutenant austro-hongrois Ernest Kallina, né le 6 mars 1852, décédé à proximité le 23 décembre 1882,), est une commune du nord de la ville Province de Kinshasa. Située au cœur de Kinshasa, c'est le centre administratif et économique de la capitale de la République démocratique du Congo. Elle abrite la majorité des institutions gouvernementales, des ambassades et des sièges d’entreprises.
Commune doublement résidentielle et d'affaires, arborée, située face à Brazzaville, elle abrite les principaux organes du pouvoir de la république démocratique du Congo, dont la présidence de la république au palais de la Nation, la Banque centrale, ainsi que de nombreux ministères, médias et représentations diplomatiques. Elle accueille aussi les principales institutions financières, le centre d'affaires, et le siège de la Mission de l'Organisation des Nations unies pour la stabilisation en république démocratique du Congo (MONUC). Le camp principal est lui situé à Limete.

## Géographie
Elle est limitée au nord par le Congo et au sud par l'avenue Sergent-Moke, l'avenue du Mont-des-Arts et l'avenue Rwakadingi, et est traversé par le boulevard du 30 juin.
Le nord et l'ouest de la commune abritent les grandes institutions et des ambassades. Le fleuve est bordé d'une promenade arborée (« promenade de la raquette »). Des installations portuaires et le Beach Ngobila, ainsi que la gare de l'Est occupent la partie Est de la commune. Le boulevard du 30-Juin est une zone commerciale en sa partie orientale, une zone d'administrations et d'ambassades en sa partie occidentale. Au sud-ouest, le quartier Socimat est essentiellement une zone résidentielle et administrative.

## Histoire
A la fin du XIXe siècle, la plaine de Kalina sépare Kinshasa de Léopoldville (actuelle Kintambo), distantes d'environ 5 kilomètres. Avec l'extension urbaine, en 1920 intervient la réunification de Léopoldville et de Kinshasa en une seule circonscription urbaine sous l'appellation de Léopoldville. En 1929, Léopoldville devenue capitale du Congo belge est constituée des cités Kintambo, Kalina (Gombe), Kinshasa, Barumbu et Saint Jean. Le quartier Kalina à l’ouest du noyau initial, de très haut standing abrite les expatriés européens. 
En 1957, Léopoldville fut divisée en communes, et Kalina devint l’une des treize premières communes de la ville. Après l’indépendance en 1960, et dans le cadre des politiques d’authenticité du président Mobutu Sese Seko, le nom Kalina fut remplacé par Gombe en octobre 1971.
Parmi les anciens élus bourgmestres de cette commune, il faut noté Catherine Nzuzi Wa Mbombo(1968-1970), Marie-Rose Kasa-Vubu(1971-1974), Mabanza Tukalakiese(1977-1982), Albert-Joseph Kasongo Wa Kapinga(1982-1988).
Aujourd’hui, Gombe est une enclave prospère, contrastant avec les autres quartiers de Kinshasa. Elle est caractérisée par des infrastructures modernes, des villas cossues et une concentration d’activités économiques et diplomatiques.

## Démographie
| 1967   | 1970   | 1984   | 2003   | 2004   |
| ------ | ------ | ------ | ------ | ------ |
| 37 890 | 42 616 | 67 360 | 88 307 | 92 373 |

## Administration

### Liste des bourgmestres
| Période          | Période           | Identité               | Étiquette | Qualité |
| ---------------- | ----------------- | ---------------------- | --------- | ------- |
| 8 juillet 2005   | 24 septembre 2008 | Justine Kitubu Kamanda |           |         |
| 16 novembre 2005 | février 2019      | Dolly Makambo Nawezi   |           |         |
| 23 août 2019     | 2022              | Fabrice Ngoy Kazadi    |           |         |
| 26 Novembre 2022 |                   | Manzambi Nzola Léopold |           |         |

La Direction générale de migration (DGM) du ministère de l'Intérieur et Sécurité a son siège à Gombe.
Le Bureau permanent d’enquêtes d’accidents et incidents d’aviation (BPEA) du ministère du Transport et Voies de communication a son siège à Gombe.

### Jumelages
- Douvrin (France)

## Santé
L'hôpital de référence : Hôpital général de Kinshasa se trouve dans le quartier du centre-ville, avenue de l'hôpital, avenue Tombalbaye.

## Édifices et monuments
- Palais de la Nation,
- Primature
- Banque centrale du Congo

## Éducation
- Lycée Prince de Liège (LPL)
- Lycée français René-Descartes (LFRD)
- Collège Boboto
- Lycée Bosangani (Sacré-cœur)
- Collège Notre-Dame du Congo
- Collège Saint-Joseph / Elikya

## Galerie d'images

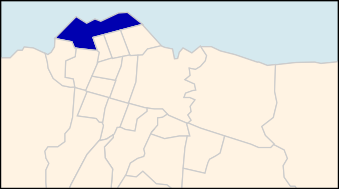
Localisation de La Gombe dans Kinshasa.
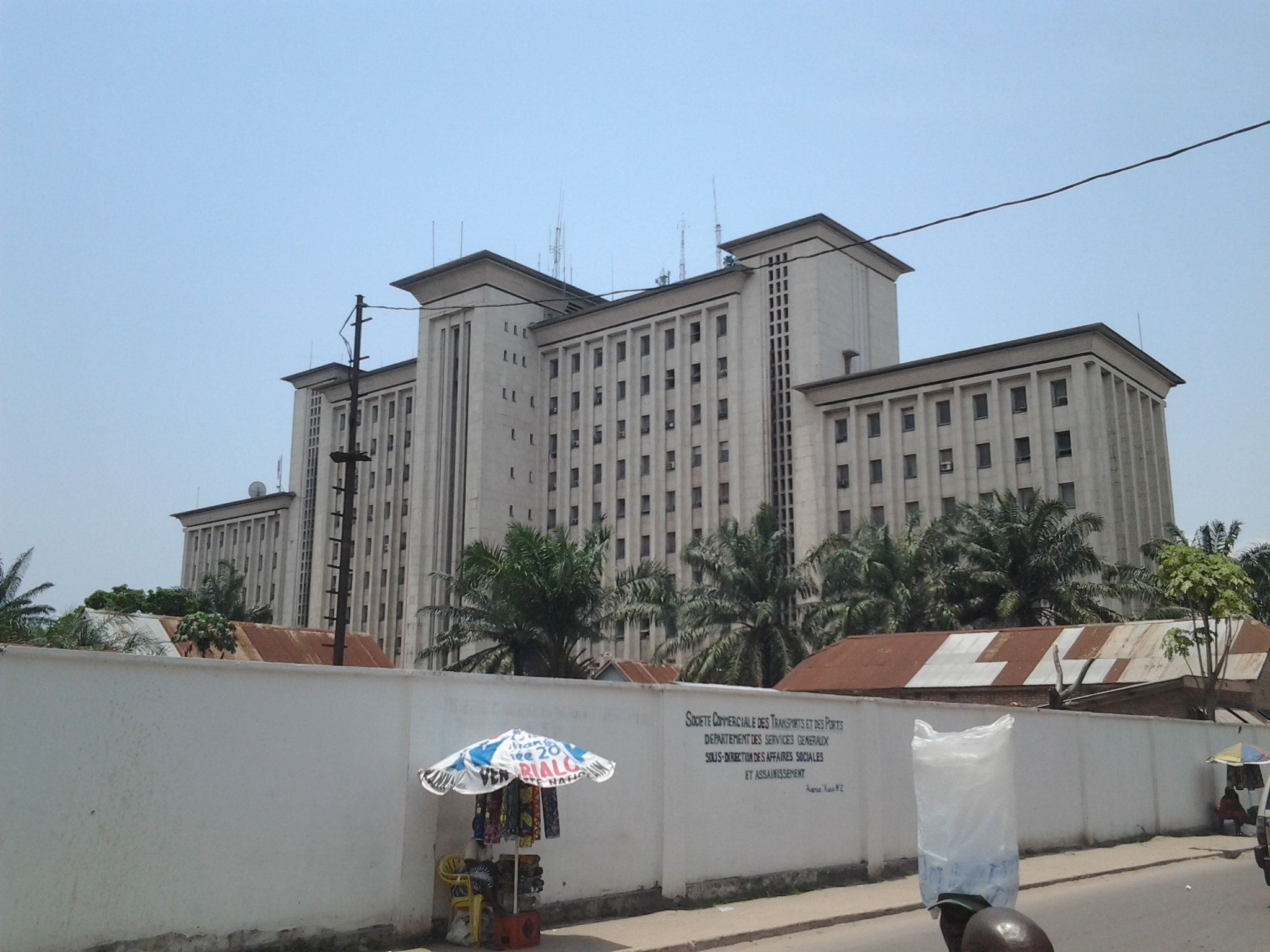
Siège de la SCTP
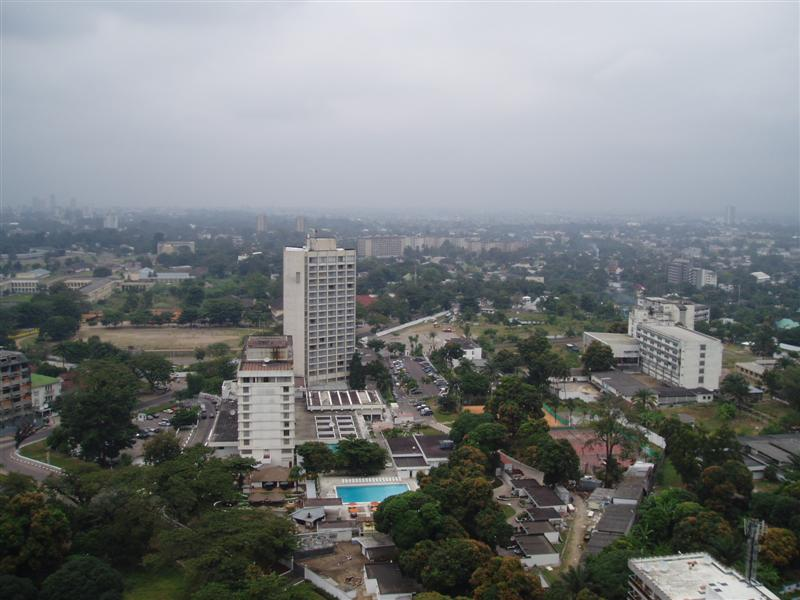
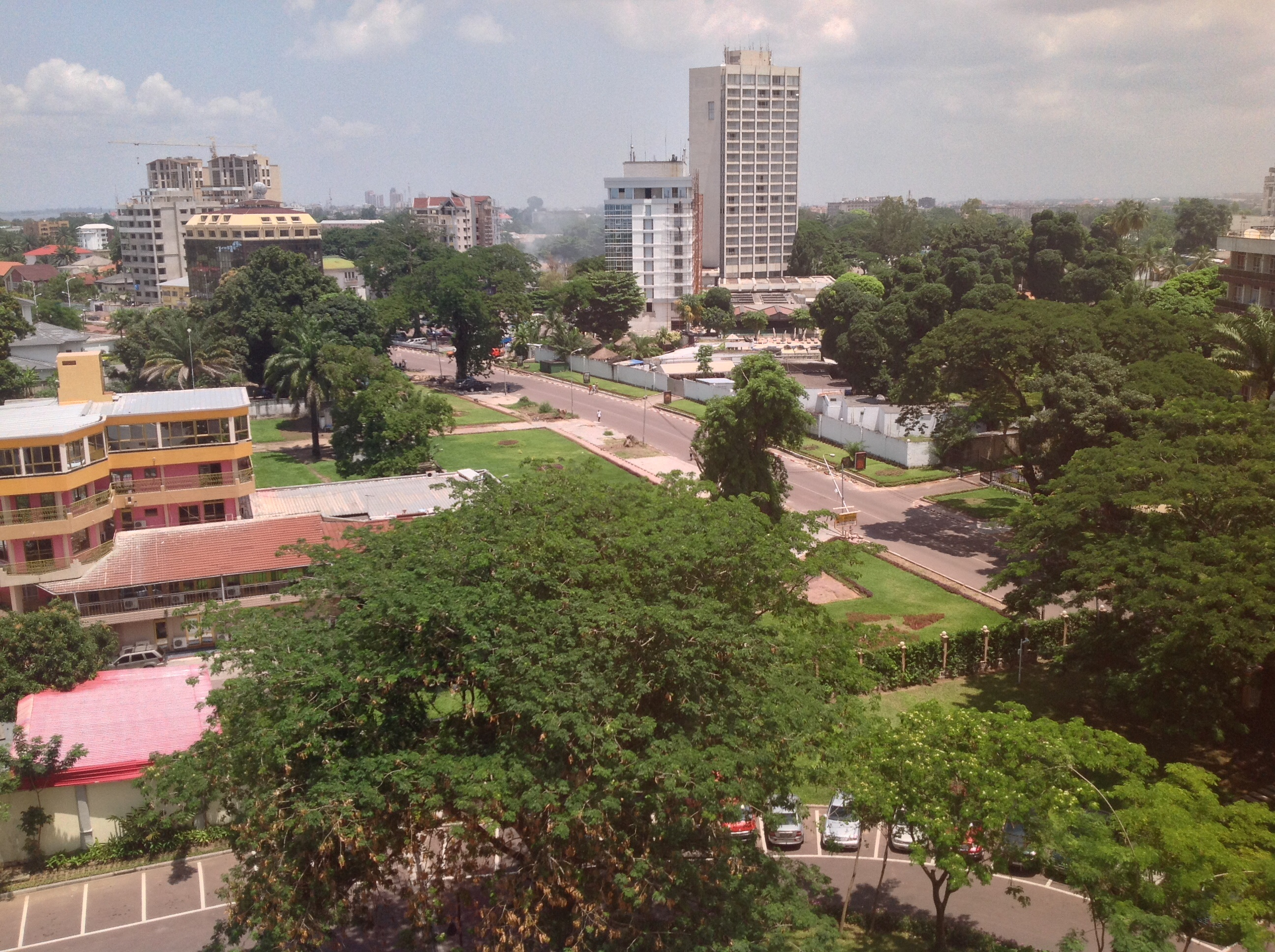
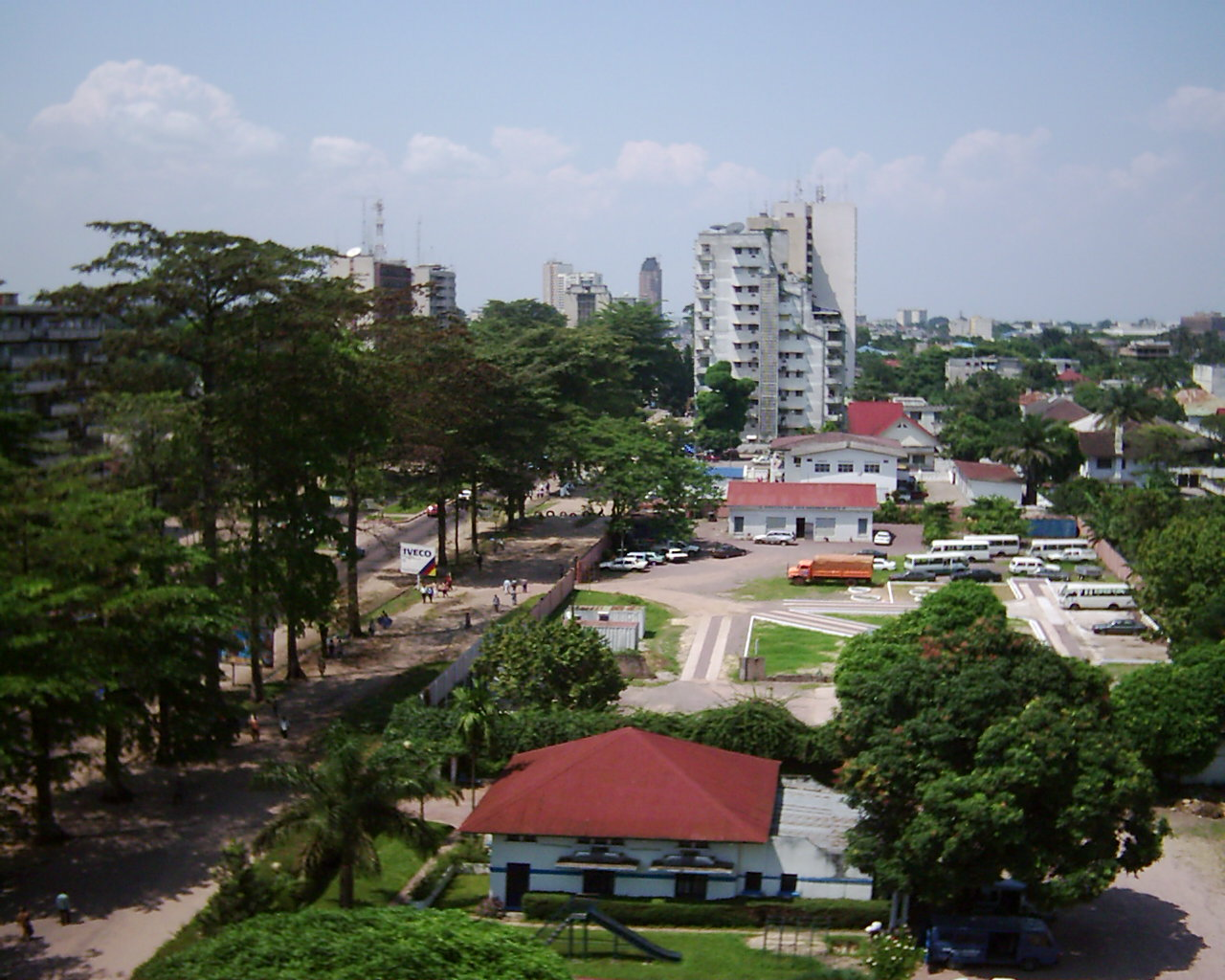
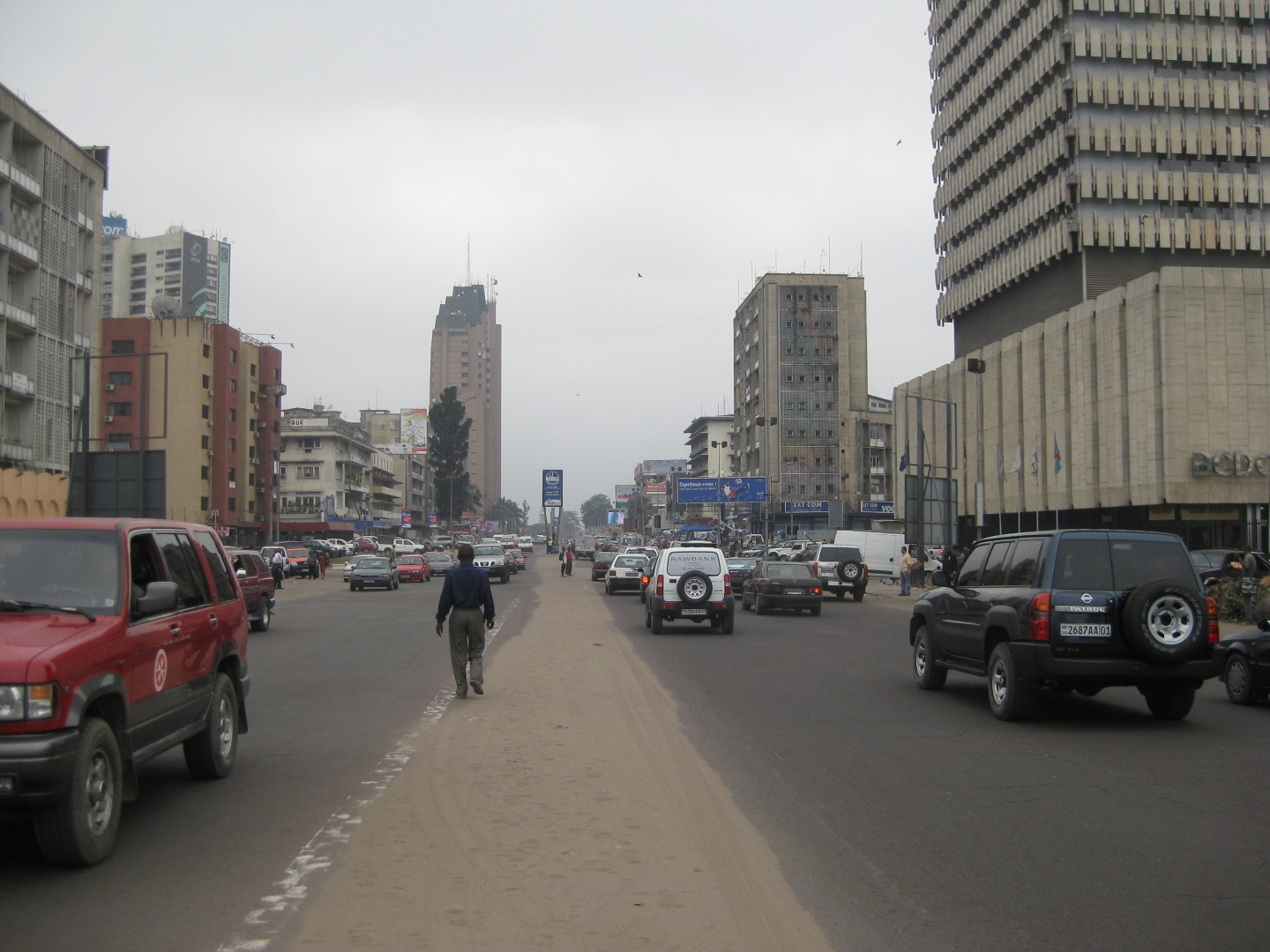
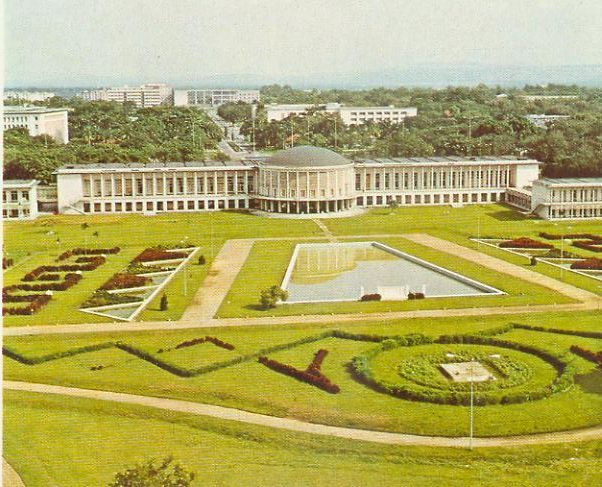
Palais de la Nation à Gombe. En arrière-plan vers le sud, le Palais de Justice de Kinshasa.